# قرار مجلس الأمن التابع للأمم المتحدة رقم 533
قرار مجلس الأمن التابع للأمم المتحدة رقم 533، الذي تم تبنيه بالإجماع في 7 يونيو 1983، بعد إعادة التأكيد على القرار 525 (1982)، أعرب المجلس عن قلقه إزاء أحكام الإعدام الصادرة بحق ثيل سيمون موجويراني، جيري سيمانو موسولولي وماركوس ثابو موتونج، وجميعهم أعضاء في المؤتمر الوطني الأفريقي.
وطالب القرار سلطات جنوب إفريقيا بتخفيف الأحكام المفروضة على الرجال، وحث جميع الدول الأعضاء والمنظمات الأخرى على المساعدة في إنقاذ حياة الرجال.